# Chris Bryant
Christopher John "Chris" Bryant, född 11 januari 1962 i Cardiff i Wales, är en brittisk (walesisk) politiker (Labour). Han är ledamot av underhuset för Rhondda sedan 2001.
Han har tidigare varit präst i Engelska kyrkan, författare och chef inom BBC. Chris Bryant blev parlamentsledamot för den säkra Labour-valkretsen Rhondda i södra Wales 2001. Bryant är homosexuell, och Plaid Cymrus valkampanj mot honom anklagades för att vara homofobisk. Bryant vann dock med stor majoritet.
Bryant är Europa-vän, drogmotståndare, starkt mot engelsk rävjakt och för ett valt överhus.
Från 2004 till 2007 var han ordförande för Labour Movement for Europe.